# Kanton Grand Bourgtheroulde
Der Kanton Grand Bourgtheroulde (früher Bourgtheroulde-Infreville) ist ein französischer Wahlkreis im Arrondissement Bernay, im Département Eure und in der Region Normandie; sein Hauptort ist Grand Bourgtheroulde, Vertreter im Generalrat des Départements ist seit 2001 Jean Guenier.
Der Kanton Grand Bourgtheroulde liegt im Mittel auf 133 Meter über dem Meeresspiegel, zwischen 60 m in Saint-Ouen-du-Tilleul und 173 m in Bosguérard-de-Marcouville.

## Gemeinden
Der Kanton besteht aus 25 Gemeinden mit insgesamt 29.184 Einwohnern (Stand: 1. Januar 2022) auf einer Gesamtfläche von 190,73 km²:
| Gemeinde                    | Einwohner 1. Januar 2022 | Fläche km² | Dichte Einw./km² | Code INSEE | Postleitzahl |
| --------------------------- | ------------------------ | ---------- | ---------------- | ---------- | ------------ |
| Amfreville-Saint-Amand      | 1.200                    | 9,62       | 125              | 27011      | 27370        |
| Boissey-le-Châtel           | 877                      | 4,38       | 200              | 27077      | 27520        |
| Bosroumois                  | 3.855                    | 13,24      | 291              | 27090      | 27670        |
| Flancourt-Crescy-en-Roumois | 1.586                    | 19,01      | 83               | 27085      | 27310        |
| Fouqueville                 | 443                      | 8,18       | 54               | 27261      | 27370        |
| Grand Bourgtheroulde        | 4.006                    | 19,51      | 205              | 27105      | 27520        |
| La Harengère                | 598                      | 3,59       | 167              | 27313      | 27370        |
| La Haye-du-Theil            | 324                      | 7,02       | 46               | 27320      | 27370        |
| La Saussaye                 | 1.914                    | 3,53       | 542              | 27616      | 27370        |
| Le Bec-Thomas               | 200                      | 1,40       | 143              | 27053      | 27370        |
| Les Monts du Roumois        | 1.609                    | 23,81      | 68               | 27062      | 27370, 27520 |
| Le Thuit de l’Oison         | 3.801                    | 15,58      | 244              | 27638      | 27370        |
| Saint-Cyr-la-Campagne       | 429                      | 2,91       | 147              | 27529      | 27370        |
| Saint-Denis-des-Monts       | 208                      | 3,88       | 54               | 27531      | 27520        |
| Saint-Didier-des-Bois       | 895                      | 5,58       | 160              | 27534      | 27370        |
| Saint-Germain-de-Pasquier   | 122                      | 1,99       | 61               | 27545      | 27370        |
| Saint-Léger-du-Gennetey     | 170                      | 3,27       | 52               | 27558      | 27520        |
| Saint-Ouen-de-Pontcheuil    | 101                      | 1,17       | 86               | 27579      | 27370        |
| Saint-Ouen-du-Tilleul       | 1.777                    | 3,99       | 445              | 27582      | 27670        |
| Saint-Philbert-sur-Boissey  | 172                      | 3,03       | 57               | 27586      | 27520        |
| Saint-Pierre-des-Fleurs     | 1.688                    | 2,79       | 605              | 27593      | 27370        |
| Saint-Pierre-du-Bosguérard  | 962                      | 10,10      | 95               | 27595      | 27370        |
| Thénouville                 | 1.016                    | 13,19      | 77               | 27089      | 27520        |
| Tourville-la-Campagne       | 1.114                    | 8,27       | 135              | 27654      | 27370        |
| Voiscreville                | 117                      | 1,69       | 69               | 27699      | 27520        |
| Kanton Grand Bourgtheroulde | 29.184                   | 190,73     | 153              | 2705       | –            |

Bis zur Neuordnung bestand der Kanton Bourgtheroulde-Infreville aus den 18 Gemeinden Berville-en-Roumois, Boissey-le-Châtel, Bosc-Bénard-Commin, Bosc-Bénard-Crescy, Bosc-Renoult-en-Roumois, Le Bosc-Roger-en-Roumois, Bosguérard-de-Marcouville, Bosnormand, Bourgtheroulde-Infreville, Épreville-en-Roumois, Flancourt-Catelon, Saint-Denis-des-Monts, Saint-Léger-du-Gennetey, Saint-Ouen-du-Tilleul, Saint-Philbert-sur-Boissey, Theillement, Thuit-Hébert und Voiscreville. Sein Zuschnitt entsprach einer Fläche von 102,95 km2.

## Veränderungen im Gemeindebestand seit der landesweiten Neuordnung der Kantone
2018:
- Fusion Thénouville und Touville (Kanton Pont-Audemer)  → Thénouville

2017:
- Fusion Bosnormand und Le Bosc-Roger-en-Roumois → Bosroumois
- Fusion Berville-en-Roumois, Bosguérard-de-Marcouville  und Houlbec-près-le-Gros-Theil  → Les Monts du Roumois
- Fusion Bosc-Renoult-en-Roumois und Theillement → Thénouville

2016:
- Fusion Amfreville-la-Campagne und Saint-Amand-des-Hautes-Terres → Amfreville-Saint-Amand
- Fusion Bosc-Bénard-Crescy, Épreville-en-Roumois und Flancourt-Catelon → Flancourt-Crescy-en-Roumois
- Fusion Bosc-Bénard-Commin, Bourgtheroulde-Infreville und Thuit-Hébert → Grand Bourgtheroulde
- Fusion Le Thuit-Anger, Le Thuit-Signol und Le Thuit-Simer → Le Thuit de l’Oison

## Bevölkerungsentwicklung
| 1962 | 1968 | 1975 | 1982   | 1990   | 1999   |
| ---- | ---- | ---- | ------ | ------ | ------ |
| 5526 | 6338 | 7587 | 10.452 | 11.920 | 12.129 |